# Стари-Мартинац
Стари-Мартинац (серб. Стари Мартинац — населенный пункт (деревня) в общине Србац, который принадлежит энтитету Республике Сербской, Босния и Герцеговина. По результатам югославской переписи населения 1991 года в Стари Мартинаце проживало 452 человека.

## Население
Население на 1993 год дано по оценке численности, данной властями Республики Сербской. Преобладают сербы.
| 1948                           | 1953 | 1961 | 1971 | 1981 | 1991 | 1993 |
| ------------------------------ | ---- | ---- | ---- | ---- | ---- | ---- |
| 628                            | 617  | 635  | 595  | 505  | 452  | 402  |
| Гистограмма динамики населения |      |      |      |      |      |      |

### Национальный состав
1991 год:
- сербы — 428 (94,69 %);
- хорваты — 0 (0,00 %);
- югославы — 11 (2,43 %);
- мусульмане — 0 (0,00 %);
- другие — 13 (2,88 %).